# Mirsad Hadžikadić

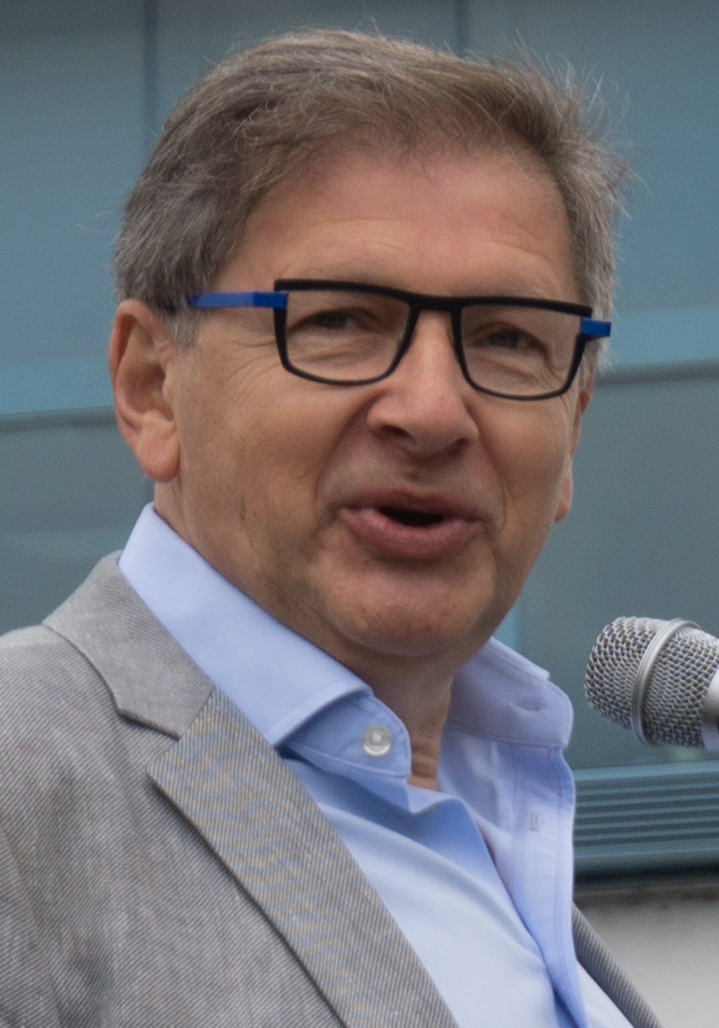
Mirsad Hadžikadić (2021)

Mirsad Hadžikadić (geboren 21. Januar 1955) ist ein bosnischer Informatiker und Politiker. Er ist Gründer und Vorsitzender der Platforma za progres (PzP) und war Kandidat für die bosniakische Präsidentschaft bei den Wahlen 2018 und 2022.

## Leben
Hadžikadić schloss 1981 ein Informatik-Studium an der Universität Banja Luka ab und erlangte 1987 den Ph.D. in Computer Science an der Southern Methodist University in Dallas, Texas. An der University of North Carolina at Charlotte hat er neben anderen Funktionen seit 2011 eine Professur für Software und Informationssysteme.
Bei den Wahlen 2018 konnte er als unabhängiger Kandidat für das Präsidialamt ohne eigenen Parteiapparat rund zehn Prozent der Stimmen erreichen. Als eine seiner Prioritäten nannte er die Entpolitisierung und Professionalisierung des Bildungswesens. In der Wahlkampagne 2022 erklärte die von ihm im Dezember 2018 gegründete Platforma za progres als ihre fünf wichtigsten politischen Prinzipien: Staat, Wissen, Ehrlichkeit, Jugend und Verantwortung.